# Gnathia (Stadt)
Koordinaten: 40° 53′ N, 17° 23′ O

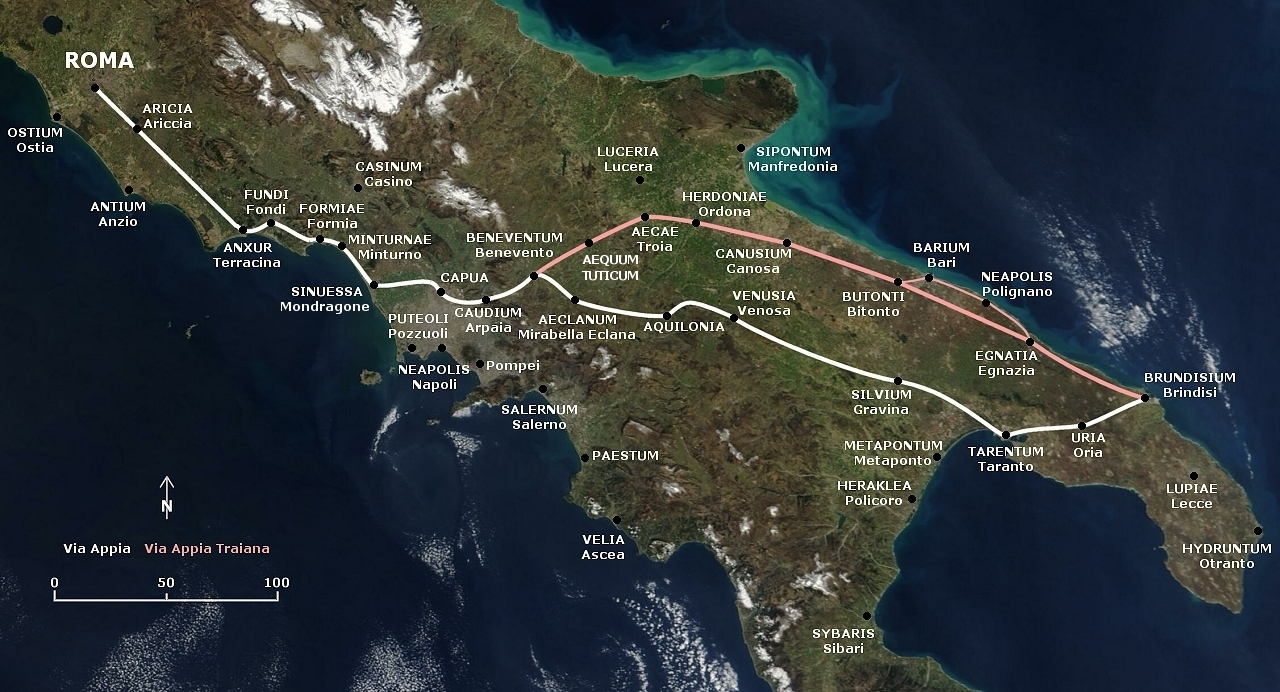
Lage Gnathias an der Via Traiana

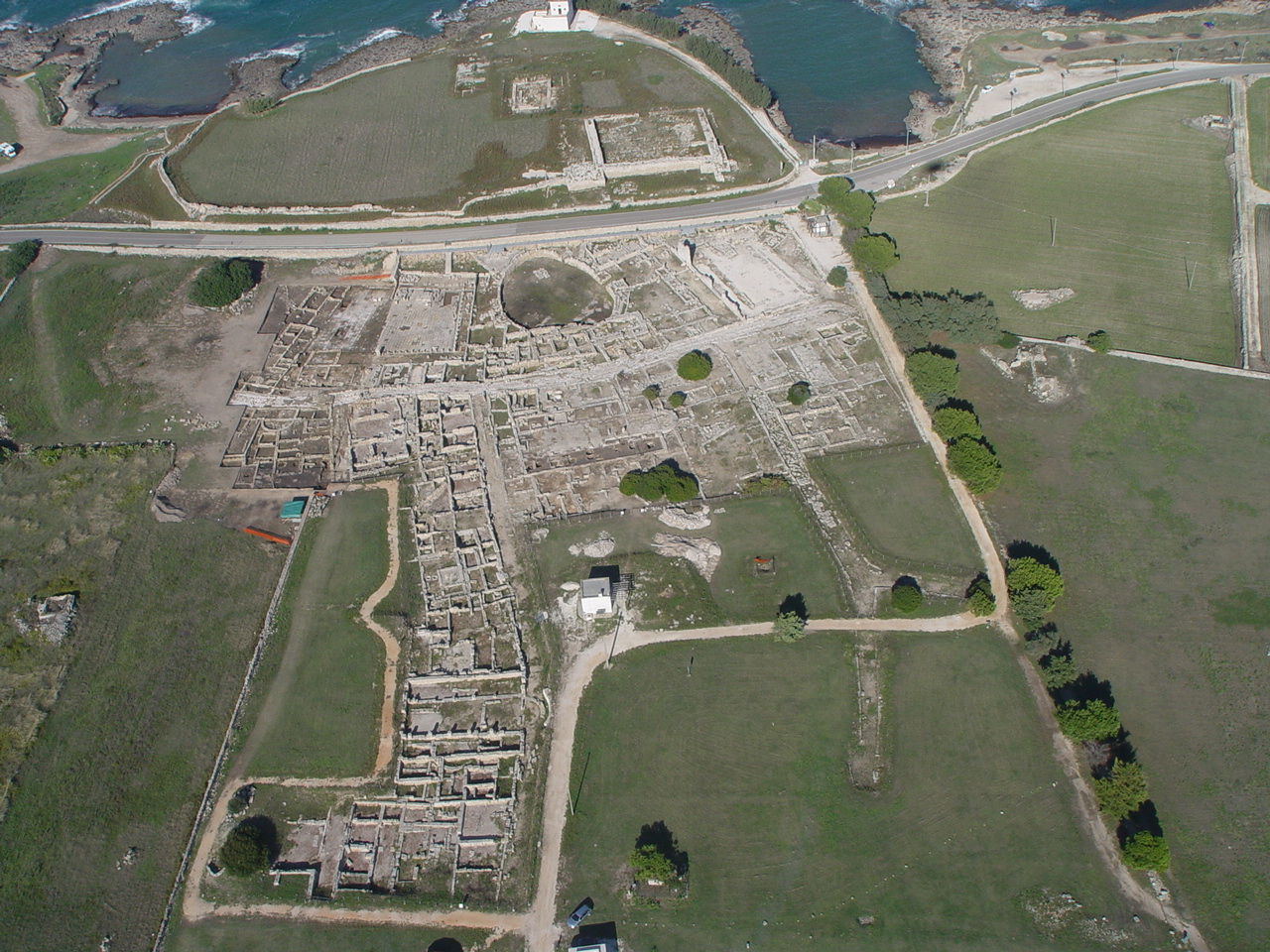
Luftbild der Grabungsstätte, 2005

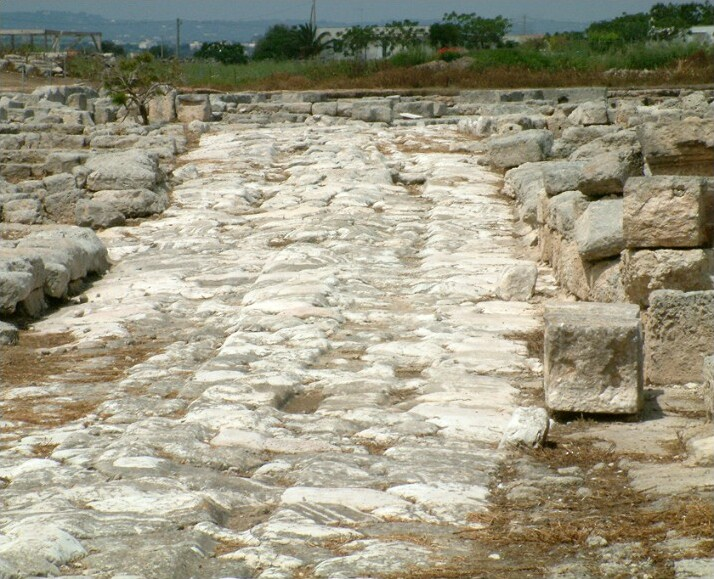
Via Traiana in Gnathia

Gnathia, auch Egnatia, Ignatia, Gnatia oder Egnazia (italienische Form) war eine antike Hafenstadt in der süditalienischen Region Apulien nahe dem heutigen Fasano, zwischen Bari und Brindisi an der Adria gelegen. Der Ort ist namengebend für die Gnathia-Keramik. 

## Geschichte
Gnathia lag an der Grenze der Siedlungsgebiete der Peuketier und der Messapier. Im 4./3. Jahrhundert v. Chr. wurde der bereits seit der mittleren italischen Bronzezeit besiedelte Ort städtisch ausgebaut. Seine Blütezeit erlebte Gnathia vor allem während der frühen römischen Kaiserzeit, als es an der Via Minucia, einer wichtigen Straße nach Brundisium (Brindisi), dem Fährhafen für die Überfahrt nach Griechenland, lag. Der Dichter Horaz kam im Jahr 38 v. Chr. auf der Reise nach Brundisium durch Gnathia. Kaiser Trajan ließ zu Beginn des 2. Jahrhunderts n. Chr. die Via Minucia und die bei Gnathia auf diese treffende, von Bari kommende Küstenstraße, Seitenzweige der Via Appia, als Via Traiana ausbauen. In der Spätantike war Gnathia Sitz eines Bischofs. Auf das Bistum geht das Titularbistum Egnazia Appula der römisch-katholischen Kirche zurück. Die Stadt wurde vom Ostgotenkönig Totila im Jahre 545 zerstört; die Einwohner flüchteten nach Monopoli.
Erste systematische archäologische Ausgrabungen in Gnathia fanden 1912/1913 statt; sie werden mit Unterbrechungen bis in jüngste Zeit fortgesetzt. An Überresten sind die Stadtmauer, die griechische Agora, das römische Forum, zwei christliche Basiliken und zahlreiche Gräber zu nennen. Nach Gnathia ist die im 4. Jahrhundert v. Chr. verbreitete Gnathiakeramik benannt, die hier Mitte des 19. Jahrhunderts erstmals ans Licht kam.